# 大池弥三郎
大池 弥三郎（おおいけ やさぶろう、1913年10月7日 - 1997年12月22日）は日本の医学者。専門は内科学。弘前大学元学長、日本脳卒中学会元会長。長野県出身。

## 経歴
- 旧制松本中学、旧制松本高校理科卒業。
- 1940年 - 東北帝国大学医学部医学科卒業
- 1950年 - 東北大学抗酸菌病研究所助教授
- 1951年 - 弘前大学医学部助教授
- 1954年 - 同教授
- 1963年 - 弘前大学医学部附属病院長
- 1975年 - 医学部長
- 1978年 - 学長（1982年まで）。退官後はリハビリテーション施設「梁明郷」理事長。

著書に『脳卒中の臨床と研究』がある。

## 参照
- 「大池弥三郎先生を偲ぶ」弘前大学医学部内科学第二講座、1998年
- 「現代物故者事典 1997-1999」日外アソシエーツ